# Marcel de Roover
Pour les articles homonymes, voir De Roover.
Marcel Charles Philippe Chevalier de Roover (1890 - 1971) était un homme d'affaires belge.

## Biographie
Pendant la Grande Guerre, de Roover s'engage comme volontaire au Congo belge. En 1919 il est nommé représentant belge auprès du Général Dénikine, commandant des troupes opposées à l'Armée rouge et à la Révolution bolchévique. Après plusieurs années de service diplomatique en Bulgarie il devient, en 1926, directeur de la SOGECHIM (Société Générale Industrielle et Chimique du Haut Katanga). Pendant la Seconde Guerre mondiale il est actif dans la Résistance ainsi que le montrent de nombreuses décorations - arrêté par les Allemands en 1942. En 1941, il devient directeur de BRUFINA, holding de la Banque de Bruxelles. De Roover est anobli en 1962.
Avant, pendant et après la Seconde Guerre mondiale de Roover se trouve au cœur des activités anti-communistes en Belgique. Selon les travaux menés par les historiens belges Emmanuel Gerard, Françoise Muller et Widukind De Ridder, il serait impliqué dans l'assassinat en 1950 du député communiste Julien Lahaut. Dès 1966, il participe comme représentant belge au meetings de la  World Anti-Communist League (WACL). Il est également membre actif du Centre européen de documentation et d'information (CEDI) et président de la section belge de cette organisation ultra-conservatrice.

## Sources
- Biografisch archief van de Benelux
- Torben Gülstorff: Warming Up a Cooling War: An Introductory Guide on the CIAS and Other Globally Operating Anti-communist Networks at the Beginning of the Cold War Decade of Détente (Cold War International History Project Working Paper Series #75), Washington 2015.